# Heitzenhofen
Heitzenhofen ist ein Gemeindeteil von Duggendorf und eine Gemarkung im Oberpfälzer Landkreis Regensburg (Bayern).

## Geographie
Das Kirchdorf mit dem Schloss Heitzenhofen liegt im Tal der Naab und an der Staatsstraße 2165 knapp zwei Kilometer nördlich von Duggendorf. Am nördlichen Ortsrand quert die Kreisstraße R 22 den Fluss.
Kleinheitzenhofen, früher ein amtlich benannter Gemeindeteil von Duggendorf, wird jetzt dem Gemeindeteil Heitzenhofen zugerechnet.
Auf der Gemarkung liegen Heitzenhofen, Judenberg, Schwarzhöfe, Weihergut und Zündergut, die Orte der ehemaligen Gemeinde Heitzenhofen.

## Geschichte
Die mit dem Zweiten Gemeindeedikt begründete Gemeinde Heitzenhofen wurde im Zuge der Gebietsreform in Bayern aufgelöst und am 1. Januar 1971 vollständig nach Wolfsegg eingegliedert. Am 1. Mai 1978 wurde der Gemeindeteil Heitzenhofen von Wolfsegg zur Gemeinde Duggendorf umgegliedert.